# FK4
FK4とは、軽自動車のエンジンを採用し、安全性と訓練に最適な操作性を備えるミニマム・フォーミュラカー。

## 概要
レーシングスクール『GRID』と国内レーシングコンストラクターの草分けであるウエストレーシングカーズとの共同開発で、ドライビングテクニックを安全に効果的に習得するために開発された。
軽自動車のエンジンを搭載した超軽量シャシーとクロスミッションの変速機を採用して優れた動力性能と走行フィーリングが確保されている。